# Christian Laval
Pour les articles homonymes, voir Laval.
Christian Laval, né le 9 août 1953, agrégé de sciences sociales, est professeur de sociologie à l'université Paris Ouest Nanterre La Défense, spécialiste du libéralisme et notamment de la philosophie utilitariste de Jeremy Bentham. Il est l'auteur de nombreux ouvrages sur ces thématiques, dont plusieurs en collaboration avec Pierre Dardot.
Il est membre du Sophiapol, du Groupe d'études Question Marx et du Centre Bentham. Il est aussi chercheur associé à l’Institut de recherches de la Fédération syndicale unitaire. Ancien membre du conseil scientifique d'ATTAC, il est co-directeur (avec Laurent Jeanpierre) de la collection « L’horizon des possibles » aux éditions La Découverte et vice-président de l’Institut de recherches de la Fédération syndicale unitaire (FSU).

## Travaux
Spécialiste de la philosophie utilitariste de Jeremy Bentham, il a publié plusieurs ouvrages sur cet auteur, et en particulier sur la théorie benthamienne des fictions. Il a traduit et présenté (avec Jean-Pierre Cléro) l’ouvrage de Jeremy Bentham De l’ontologie et autres textes sur les fictions. Il a aussi rédigé les notes et la postface de deux œuvres de Bentham, son Panoptique et ses Écrits sur l’homosexualité. Il participe régulièrement à la Revue du MAUSS ; il publie également dans les revues Cités et La Pensée.
Son ouvrage L’Ambition sociologique est une introduction aux grands auteurs de la sociologie classique. Dans L'Homme économique, Essai sur les racines du néolibéralisme, Christian Laval entreprend la généalogie de la représentation utilitariste. Cette représentation qui « s’affirme aujourd’hui dans sa prétention à être la seule vérité sociale, à se poser en seule réalité possible », est à l’origine d’un phénomène singulier : la mutation de l’individu en « Homme économique ». Ce travail a été prolongé par la publication (avec Pierre Dardot) en 2009 d'un nouvel ouvrage : La Nouvelle Raison du monde, Essai sur la société néolibérale.
Dans le cadre du groupe « Question Marx » fondé en 2004, il a également publié plusieurs ouvrages qui se rapportent à Marx et au marxisme : Sauver Marx ? (avec El Mouhoub Mouhoud et Pierre Dardot) et Marx, Prénom : Karl (avec Pierre Dardot). Il a également publié un bref ouvrage d'invitation à la lecture de Marx : Marx au combat. 
Christian Laval a beaucoup travaillé depuis les années 1990 sur les politiques éducatives d'inspiration néolibérale. Avec d’autres chercheurs de l’Institut de recherches de la FSU, il publie, en septembre 2011, La Nouvelle École capitaliste. Dans ce livre, les auteurs étudient les transformations contemporaines du système éducatif, qu’ils relient à l’avènement d’un capitalisme de la connaissance et à l’application du New Public Management. Ces transformations, qui découlent de la mise en concurrence accrue des établissements et des élèves ainsi que de la mise en marché du système éducatif, auraient pour effet d’accroître les inégalités sociales devant l’école et la ségrégation sociale et ethnique entre établissements, mais aussi de prolétariser les enseignants.
Il est également l'auteur avec Gilles Candar, Guy Dreux et Catherine Moulin, d'une anthologie des écrits de Jean Jaurès sur l'éducation.

## Publications

### Ouvrages
- Jeremy Bentham : Le Pouvoir des fictions, PUF, coll. « Philosophies », 1994, 124 p.
- Jeremy Bentham, De l'ontologie et autres textes sur les fictions, (bilingue), texte anglais établi par Philip Schofield, traduction et commentaires par Jean-Pierre Cléro et Christian Laval, Éditions du Seuil Points bilingue, 1997.
- L'Ambition sociologique (Saint-Simon, Comte, Tocqueville, Marx, Durkheim, Weber), La Découverte, coll. « Recherches », 2002, 500 p.
- avec Jean-Pierre Cléro, Le Vocabulaire de Bentham, Ellipses, coll. « Vocabulaire de », 2002, 72 p.
- Jeremy Bentham, les artifices du capitalisme, PUF, coll. « Philosophies », 2003, 127 p.
- L'École n'est pas une entreprise : Le néo-libéralisme à l'assaut de l'enseignement public, La Découverte, 2004, 346 p.
- avec Régine Tassi, L'économie est l'affaire de tous : Quelle formation des citoyens ?, Syllepse, 2004, 142 p.
- avec Régine Tassi, Enseigner l'entreprise : Nouveau catéchisme et esprit scientifique, Syllepse, 2005, 142 p.
- avec Pierre Dardot et El-Mouhoub Mouhoud, Sauver Marx ? Empire, multitude, travail immatériel, Éditions La Découverte, 2007, 258 p.
- L'Homme économique : Essai sur les racines du néolibéralisme, Gallimard, coll. « Nrf essais », 2007, 396 p[11].
- avec Pierre Dardot, La nouvelle raison du monde, La Découverte, 2009, 504 p[12].
- L'Appel des appels, pour une insurrection des consciences, ouvrage collectif dirigé par Roland Gori, Barbara Cassin et Christian Laval, éd. Les mille et une nuits, Fayard, 2009
- Avec Isabelle Bruno et Pierre Clément, La Grande Mutation, Paris : Syllepse, 2010.
- La Nouvelle École capitaliste  (avec P. Clément, G. Dreux et F. Vergne), La Découverte, 2011.
- Marx,Prénom: Karl, avec Pierre Dardot, Gallimard essais, 2012 .
- Marx au combat, éditions Le Bord de l'Eau, collection Troisième Culture, 2012, 90 p.
- Commun, Essai sur la révolution au XXIe siècle (avec Pierre Dardot), La Découverte, 2014
- Ce cauchemar qui n'en finit pas, Comment le néolibéralisme défait la démocratie (avec Pierre Dardot), La Découverte, 2016  (ISBN 2707188522)
- L’Ombre d’Octobre La Révolution russe et le spectre des soviets, (avec Pierre Dardot), Lux éditions, Collection Humanités, 2017, 296 pages
- Foucault, Bourdieu et la question néolibérale, La Découverte, 2018  (ISBN 9782707198693)
- Dominer. Enquête sur la souveraineté de l'État en Occident, avec Pierre Dardot, éditions La Découverte, 2020, 736 p.  (ISBN 978-2348042140).
- Marx en Amérique, Champ Vallon, 2024, 364 pages.

### Articles
- « Penser le néolibéralisme. À propos de Les Habits neufs de la politique mondiale de Wendy Brown et de Néolibéralisme version française de François Denord » in La Revue internationale des livres et des idées, no 2, novembre-décembre 2007. [lire en ligne].

- « Mort et résurrection du capitalisme libéral » in Revue du MAUSS, no 29, 2007. [lire en ligne].

- Entretien dans L'Humanité, 11 mai 2012 : « il nous semble voir germer une nouvelle pensée critique »

- Entretien dans Libération, 22 octobre 2011 :« L'école condamnée à produire du capital humain »